# Anneau planétaire
Pour les articles homonymes, voir Anneau.

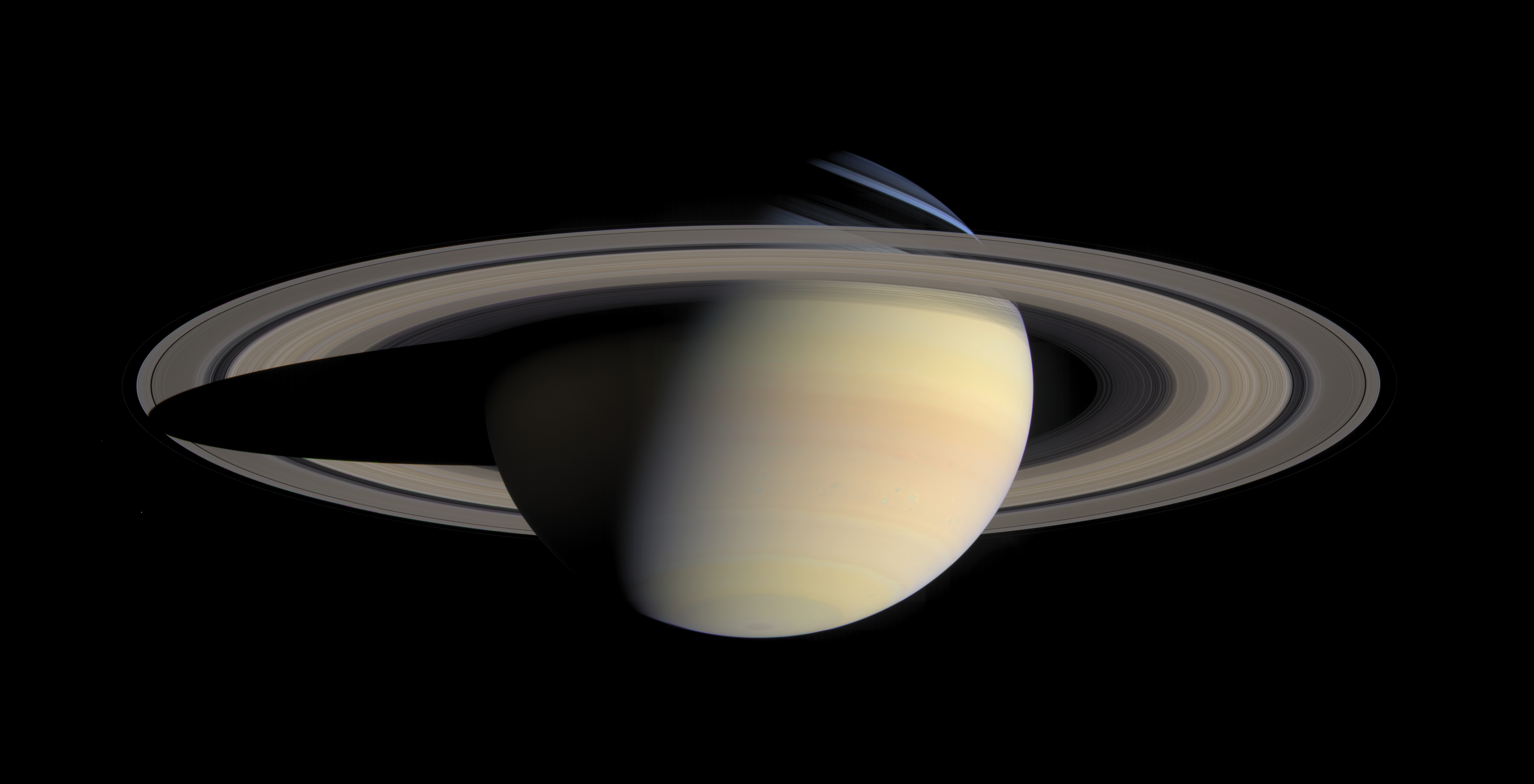
Image de la planète Saturne et de ses anneaux prise par la sonde Cassini en octobre 2004.

Un anneau planétaire, ou simplement anneau, est une région en forme d'anneau plat se situant autour d'une planète, d'une planète naine, d'un petit corps ou même d'un satellite naturel et formé principalement de poussières et de petites particules diverses.
Le système d'anneaux planétaires le plus connu se trouve autour de Saturne, mais on en retrouve également autour des trois autres planètes géantes : Jupiter, Uranus et Neptune. Ces derniers sont cependant très difficiles à remarquer de la Terre en raison de leurs faibles masse et albédo.
Les premiers anneaux (ceux de Saturne) ont été découverts au XVIIe siècle par Galilée. Près de 400 ans plus tard, un système d'anneaux a été décelé autour d'un corps extérieur au Système solaire.

## Histoire

### XVIIeauXIXesiècle
Les premiers anneaux découverts sont ceux de Saturne. En 1610, Galilée observe cet astre pour la première fois et il y voit une planète avec deux satellites, qu'il appelle communément, « les oreilles de Saturne ». En effet, la qualité de ses instruments ne lui permet pas de voir autre chose. En 1612, il visualise que les anneaux de Saturne sont deux demi ellipses.
C'est en 1654 que Christian Huygens arrive à la conclusion que ce qui entoure cet astre ne sont pas des satellites, mais bien un anneau mince et solide. Il publie cette découverte en 1659 dans son livre Systema Saturnum.
En 1787, Pierre-Simon de Laplace avance que Saturne n'est pas entouré d'un seul anneau, mais de plusieurs. En février 1789, William Herschel, qui a découvert Uranus, inscrit dans ses notes qu'il soupçonne que cette planète possède des anneaux. Les notes deviennent publiques près de dix ans plus tard, en 1797, mais l'hypothèse passe inaperçue et sombre dans l'oubli.
En 1857, James Clerk Maxwell démontre que les anneaux de Saturne ne peuvent pas être solides, mais doivent être constitués de petites particules. En effet, il découvre qu'un anneau solide ne pourrait rester stable.

### XXeetXXIesiècles
Ce n'est que le 10 mars 1977, soit près de deux siècles après la dernière mention des anneaux autour d'Uranus, que leur présence est confirmée par hasard par un groupe d'astronomes de l'université Cornell. Ils veulent observer le passage de l'étoile SAO 158687 autour de la planète, mais quelques minutes avant celui-ci, ils voient cinq petites diminutions de luminosité. La reproduction de ce phénomène prouve l'existence d'au moins cinq anneaux autour d'Uranus.
Le 4 mars 1979, les anneaux de Jupiter sont découverts par la sonde Voyager 1. Ainsi, après cette découverte, certains scientifiques émettent l'hypothèse que l'une des caractéristiques des planètes gazeuses est d'avoir des anneaux. Ils entreprennent donc des recherches pour trouver ceux de Neptune.
Le 22 juillet 1984, deux équipes d'astronomes, l'une sous la supervision d'André Brahic et l'autre sous celle de William Hubbard, située à près de 100 kilomètres de la première, observent une diminution de 35 % de la luminosité de Neptune pendant une durée de 1,2 seconde. La perception de ce phénomène prit 0,1 seconde entre les deux endroits. Ils ont alors découvert la présence d'anneaux autour de Neptune, d'une largeur variant entre 10 et 100 kilomètres.

## Processus de formation
L'origine des anneaux planétaires n'est pas connue avec certitude. Trois hypothèses ont été émises quant à leur formation :
- Les anneaux peuvent être les restes intérieurs non accrétés des nébuleuses évoluant autour des planètes et qui ont finalement formé les systèmes d'anneaux autour de chaque planète.
- Les anneaux sont constitués des débris restants des satellites qui ont évolué vers l'intérieur de la limite de Roche et ont été complètement perturbés par des impacts de comètes ou de météorites, pour finalement se propager en un système d'anneaux rempli de petits satellites.
- Les anneaux peuvent être le résultat de la perturbation d'un planétésimal glacé en orbite héliocentrique, qui est passé trop près de la planète et a été déchiré par les marées planétaires et a formé un anneau.

## Caractéristiques des anneaux des planètes géantes

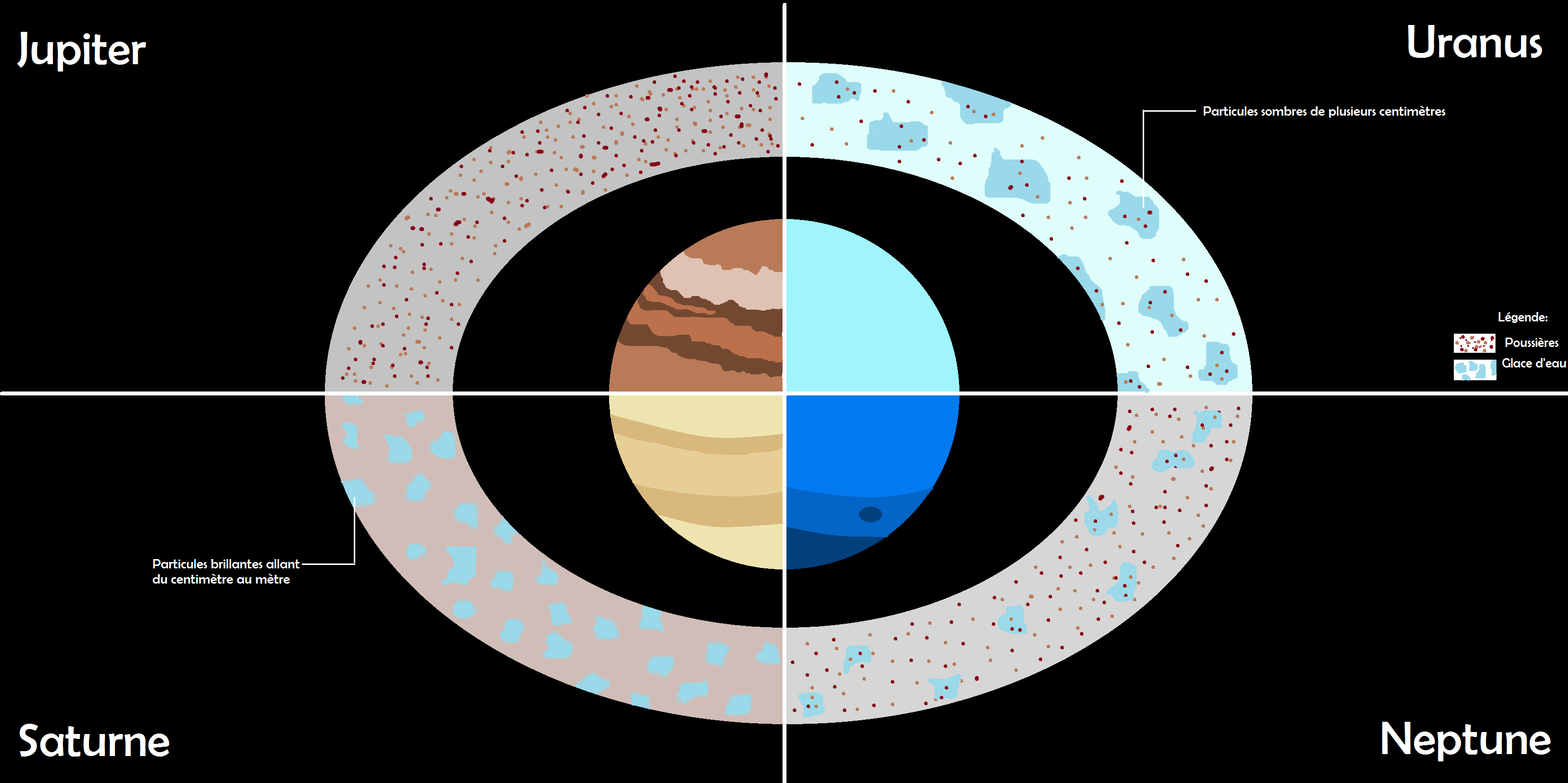
Schéma de la composition des anneaux des quatre planètes géantes.

En général, les anneaux sont composés de milliards de particules de poussières et de morceaux de débris en plus d'être à l'intérieur de la limite de Roche de leur planète. Cela leur permet de ne pas se transformer en satellite. D'ailleurs, certains anneaux, surtout les plus fins, ont des satellites bergers qui limitent leur étendue en confinant leurs particules, ce qui les aide à rester stables, grâce à l'effet de gravité. Par contre, chaque planète peut être différenciée par le nombre, la forme et l'albédo de ses anneaux.

### Jupiter

Schéma des anneaux de Jupiter et certaines de ses lunes.

Les anneaux de Jupiter sont divisés en 3 parties : le halo, l'anneau principal et l'anneau Gossamer, qui est lui-même composé de matériaux provenant des satellites d'Amalthée (pour les 23 000 premiers km) et de Thébé (pour les 29 800 km restants). La plupart des anneaux sont composés de poussières qui se détachent et se perdent dans l'atmosphère de la planète, et ne sont visibles qu'à contre-jour puisque leur masse est trop petite (1 milliard de fois moins massif que ceux de Saturne) et qu'ils ont un faible albédo. De plus, les particules des anneaux de Jupiter sont plus sombres que celles de Saturne, donc elles absorbent la lumière du Soleil au lieu de la réfléchir.
L'anneau principal de Jupiter, qui a une largeur de moins de 30 km, subit une érosion et la matière qui l'aide à subsister est probablement due à la lente désagrégation des petits satellites Métis et Adrastée.

### Saturne
Saturne possède 7 anneaux principaux (D, C, B, A, F, G et E), un très large et diffus anneau externe (l'anneau de Phœbé) et de multiples annelets. Ils ont possiblement été formés il y a plus de 4,5 milliards d'années, lorsque le système solaire était encore en train de se développer. Les anneaux principaux ont moins d'un kilomètre d'épaisseur et forment des bandes larges à l'intérieur desquelles on peut observer des zones plus ou moins brillantes. La bande principale des anneaux est distante du centre de la planète de 70 000 à 100 000 kilomètres.
Ils réfléchissent 60 % de la lumière du Soleil, ce qui laisse supposer que l'ensemble des particules est composé à plus de 90 % de glace d'eau, de méthane ou d'ammoniac. La taille de ces particules va du centimètre au mètre, mais il y a aussi des particules de quelques micromètres qui sont présentes. Ces dernières sont la principale composante des anneaux diffus.
Il y a de petits satellites présents dans certains anneaux, tels que Pan, un satellite de 10 kilomètres découvert dans la division d'Encke au sein de l'anneau A. Un autre anneau de Saturne, le F, se trouve juste à l'extérieur de la limite de Roche et présente des accumulations de matière qui pourraient être l'état intermédiaire entre un anneau et un satellite.

### Uranus
La planète Uranus possède un système de 13 anneaux minces (Zêta, 6, 5, 4, Alpha, Bêta, Êta, Gamma, Delta, Lambda, Epsilon, Nu et Mu) qui sont bien séparés les uns des autres. Neuf de ses anneaux sont très étroits et presque circulaires.
Les anneaux d'Uranus sont constitués de particules très sombres, possiblement de la glace de méthane noircie par rayonnement, et d'une toute petite proportion de poussières. En effet, certains sont opaques tandis que d'autres sont translucides, c'est pour cela qu'ils sont peu visibles par les images ordinaires des sondes. De plus, il est difficile de les voir puisqu'ils réfléchissent à peine 5 % de la lumière du Soleil et qu'ils ont une très petite masse. Effectivement, ils sont 100 000 fois moins massifs que les anneaux de Saturne.

### Neptune
Neptune possède un système de 5 anneaux semblables (Galle, Le Verrier, Lassell, Arago et Adams), mais incomplets. En effet, ses anneaux ne font pas le tour de la planète et sont appelés « anneaux incomplets d'arcs ». Ceux-ci sont composés de poussières issues de collision entre des corps et de la glace de méthane noircie par rayonnement.
Comme les anneaux d'Uranus, les anneaux de Neptune sont difficiles à voir, car ils ont une masse très petite, ils sont 100 000 fois moins massifs que ceux de Saturne. Ils ont également un très faible albédo ; ses particules réfléchissent environ 5 % de la lumière.

## Autres corps célestes

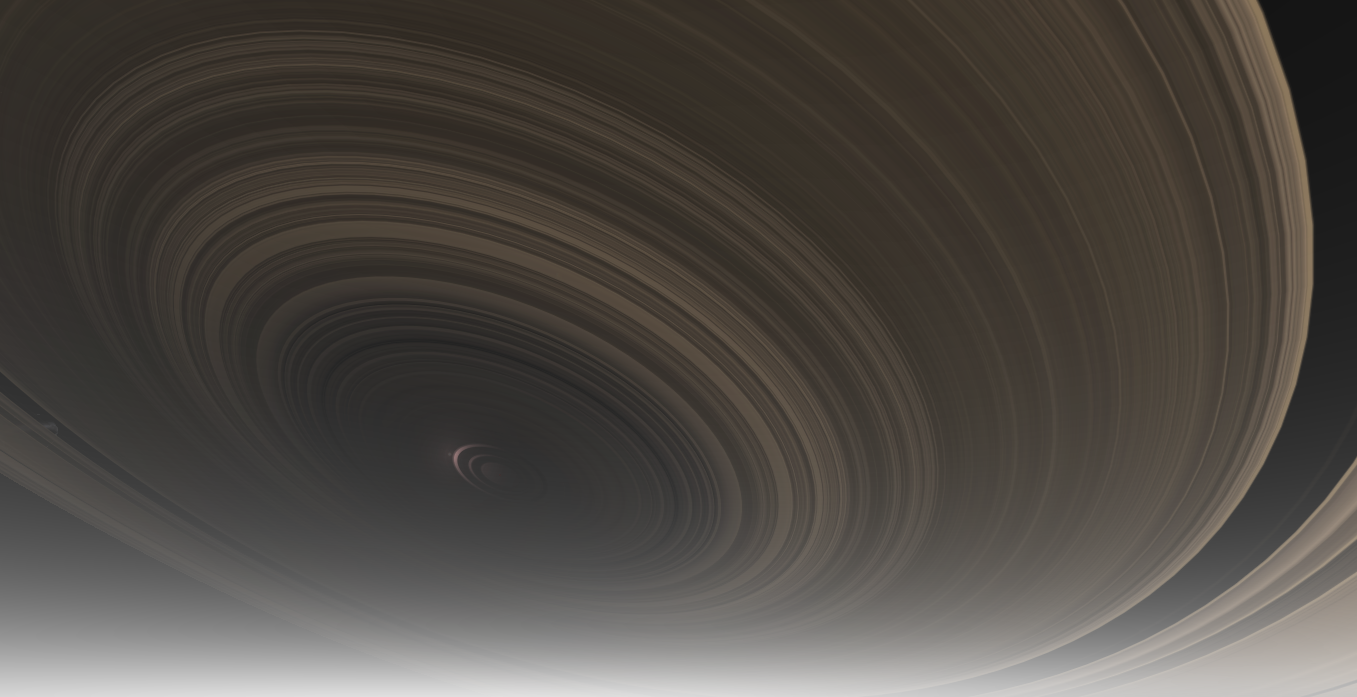
Vue d'artiste de l'exoplanète J1407b avec ses anneaux.

Les planètes géantes ne sont pas les seuls astres à avoir des anneaux en orbite autour d'elles, d'autre corps célestes en possèdent.
En 1999, un système d'anneaux a été découvert autour de trois des quatre lunes de Jupiter, Ganymède, Callisto et Europe. Pour chacune d'elles, le ou les anneaux seraient formés à partir des poussières qui s'échappent de la lune lors des impacts météoritiques.
De plus, la sonde Cassini a prouvé l'existence de débris autour de la deuxième plus grande lune de Saturne, Rhéa. Ils formeraient au minimum un anneau autour de cet astre.
Chariclo, un centaure, est entouré d'un système de deux anneaux. Il a été découvert grâce à l'observation faite par huit grands télescopes situés à sept endroits différents. Leur origine n'est pas connue pour le moment.
Après la découverte des anneaux de Chariclo, des chercheurs pensent que d'autres astéroïdes peuvent avoir des anneaux. Leurs observations ont finalement permis de découvrir un système d'anneaux autour du centaure Chiron, un changement de lumière soudain a pu mener à la confirmation d'anneaux.
En 2012, les astronomes Eric Mamajek, de l'université de Rochester, et Matthew Kenworthy, de l'observatoire de Leyde, ont découvert un impressionnant système d'anneaux situé autour de l'exoplanète J1407b, qui se trouve à l'extérieur du système solaire. Cette planète possède un système de plus de 30 anneaux qui ont chacun un diamètre d'une dizaine de millions de kilomètres et, selon Majamek, les anneaux sont 200 fois plus larges que ceux de Saturne. De plus, ils sont 100 fois plus lourds que la Lune et pourraient perdurer environ 110 000 ans.
En 2017, les astronomes Hugh Osborn, de l'Université de Warwick, et Matthew Kenworthy, de l'observatoire de Leyde, annoncent la découverte d'un système d'anneaux autour de la planète PDS 110 b, à environ 1 125 années-lumière de la Terre. Cette planète est en orbite autour de l'étoile PDS 110, étoile encore relativement jeune (environ 10 millions d'années). Ses anneaux, bien que plus imposants que ceux de Saturne, sont moins importants que ceux de J1407 b. C'est la seconde fois que l'on discerne des anneaux autour d'une exoplanète.
En 2017 encore, des astronomes émettent l'hypothèse qu'une planète avec un imposant système d'anneaux pourrait expliquer la variation de luminosité de l'étoile KIC 8462852.
Toujours en 2017, des observations de l'occultation d'une étoile par la planète naine (136108) Hauméa tendent à prouver que cette dernière possède des anneaux,,. Cela en fait la première planète naine dont on sait qu'elle possède des anneaux.

### Futures découvertes et hypothèses

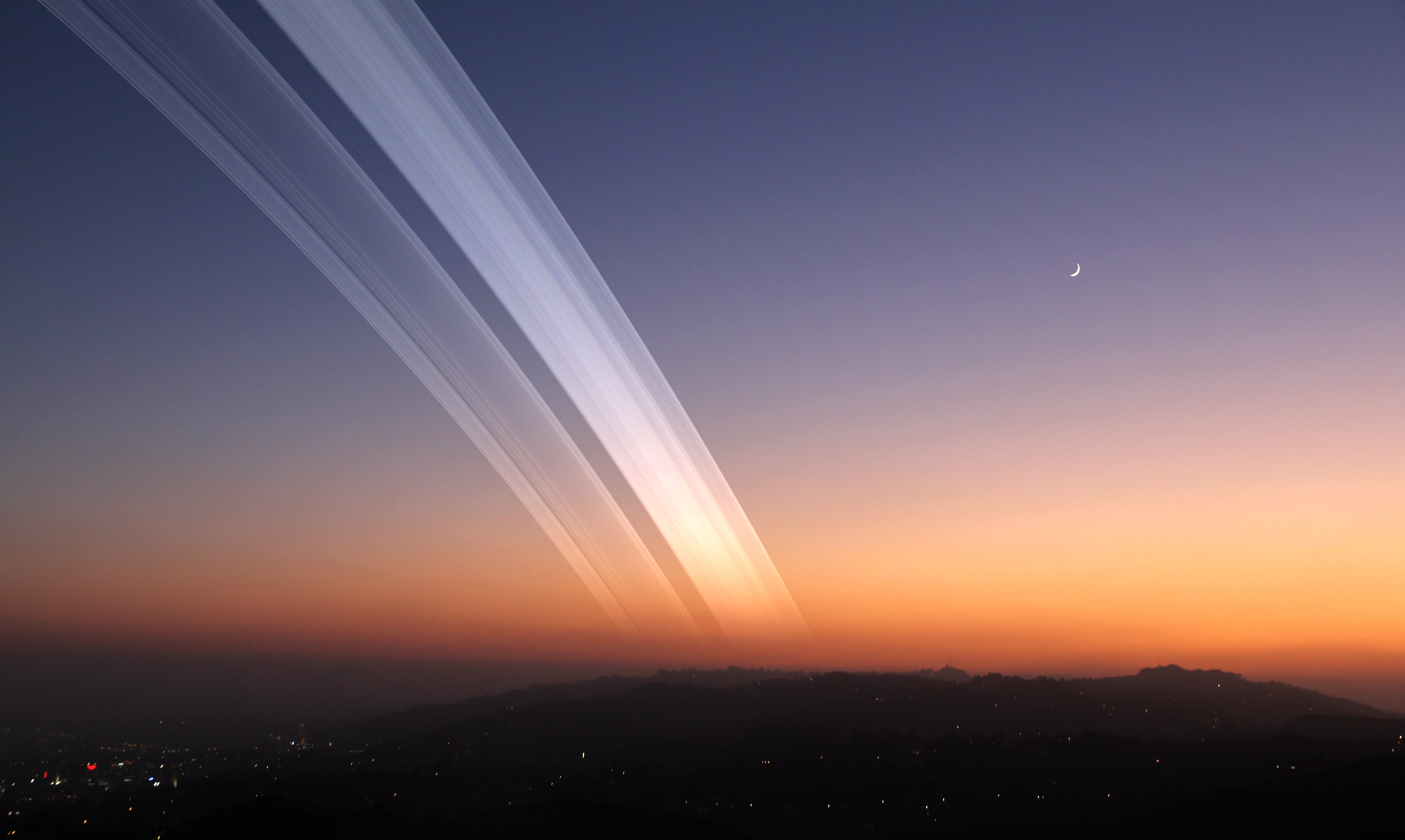
Image de ce à quoi ressembleraient les anneaux vus de la Terre.

Des astronomes de l'Université de São Paulo ont démontré, à l'aide de simulateurs, que Pluton pourrait avoir des anneaux. Ainsi, les poussières provenant de Nix et Hydre, des satellites de Pluton, pourraient créer des anneaux autour de cette planète naine et de ses satellites. Il reste à prouver cette hypothèse.
Pour ce qui est des planètes rocheuses, aucune ne possèderait d'anneaux pour le moment. Par contre, plusieurs hypothèses apportent que Mars et la Terre pourraient, dans le futur, en avoir. Effectivement, une équipe d'astronomes indiens a publié, dans le journal Icarus, un article expliquant la présente formation d'anneaux autour de Mars. Dans quelques millions d'années, la lune Phobos franchirait la limite de Roche de la planète rouge et les forces de marées devraient la désintégrer pour en faire un anneau de débris qui continue alors à spiraler vers la planète.
Pour ce qui est de la Terre, rien n'a encore été observé et tout est au point d'hypothèse, mais plusieurs chercheurs croient à la future présence d'anneaux autour de la planète, à la suite des observations recueillies par la mission Gaia. Une étude publiée en 2024 portant sur 21 cratères d'impact de météorites datant de l'Ordovicien, émet l'hypothèse de la présence d'anneaux dans le passé de la Terre, compte tenu du fait que les impacts se situaient tous, à l'époque, à une latitude inférieure à 30°.